# Thomas Michels
Thomas Michels, OSB (bürgerlicher Name Peter Franz Michels, * 28. Oktober 1892 in Krefeld; † 13. Januar 1979 in Salzburg) war ein deutsch-österreichischer Benediktiner, Patristiker und Liturgiewissenschaftler.

## Leben
Nach dem Besuch des humanistischen Gymnasiums in seiner Heimatstadt trat Michels 1910 in das Kloster Maria Laach in der Eifel ein. Nach Studien der Philosophie und Theologie in Maria Laach, Rom und Beuron wurde er am 9. September 1917 zum Priester geweiht. Es folgten weitere Studien der Geschichte, Klassischen Philologie und christlichen Archäologie in Breslau, Münster und Bonn. Er promovierte 1925 zum Dr. phil. in Bonn mit einer Arbeit bei Professor Wilhelm Levison. Auf Anordnung der nationalsozialistischen Machthaber wurde ihm der Doktortitel im Jahr 1938 von der Universität Bonn aberkannt und erst 1967 wieder zuerkannt.
Auf Wunsch seines Abtes Ildefons Herwegen kam Michels 1929 als Dozent für Liturgie- und Religionsgeschichte nach Salzburg. Hier gründete er 1931 mit zwei Mitbrüdern die Salzburger Hochschulwochen als Vorstufe zur geplanten katholischen Universität, da die frühere Universität 1810 von der Bayerischen Besatzungsmacht geschlossen wurde. Die geplante katholische Universität, in der nach amerikanischem Vorbild Forschung und Lehre voneinander getrennt sein sollten, kam allerdings so nie zustande. 1931 war Michels noch für deutschnationale Kulturphilosophie empfänglich und machte Werbung für Salzburg und als Ausdruck deutschen Volkstums.

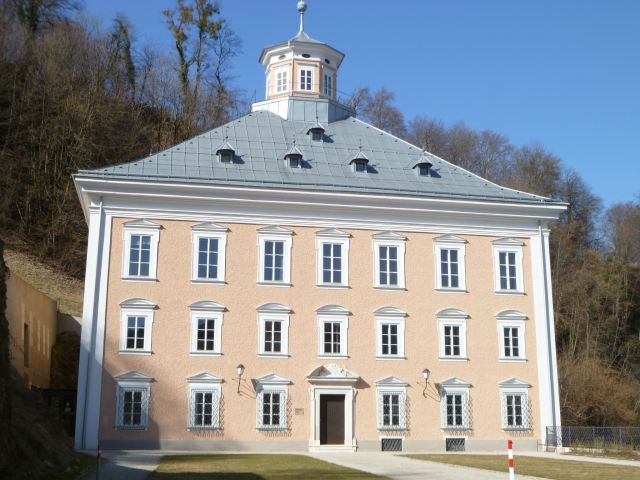
Forschungszentrum Edmundsburg auf dem Mönchsberg in Salzburg

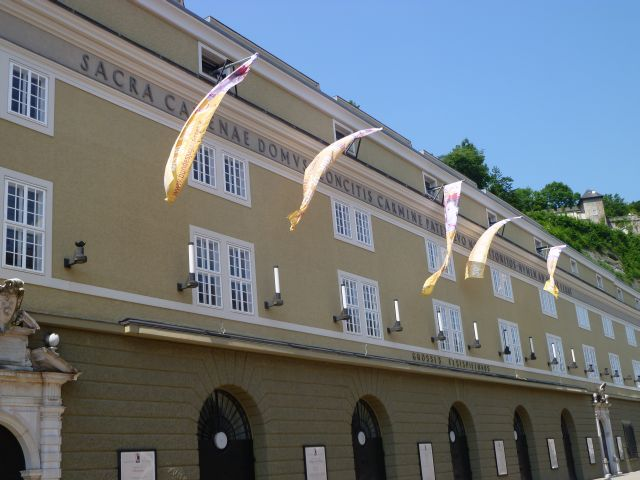
Inschrift auf dem Großen Festspielhaus

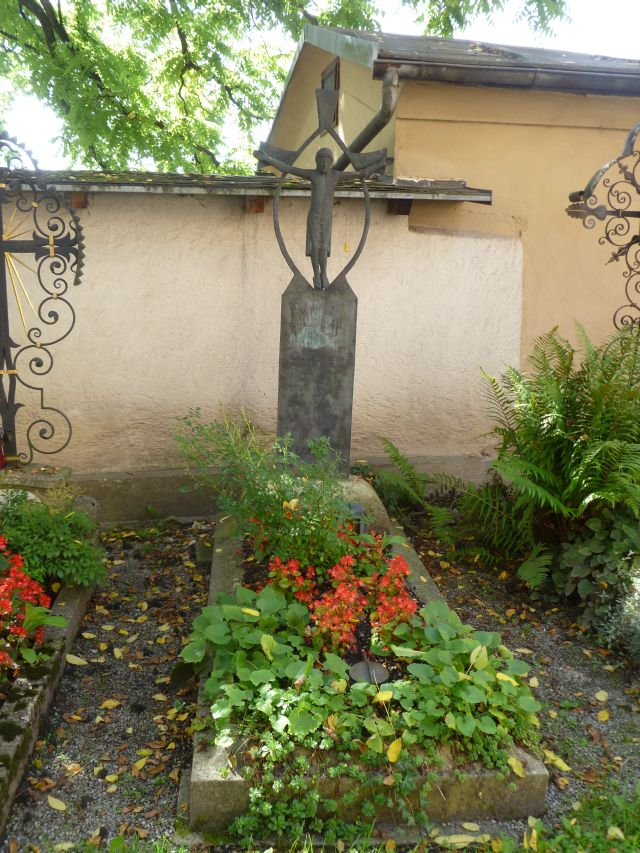
Grabstätte am Nonnberg

Nachdem er 1935 die österreichische Staatsbürgerschaft angenommen hatte, habilitierte er sich für Liturgiewissenschaft und Patristik an der Theologischen Fakultät in Salzburg und wurde tit. a.o. Universitätsprofessor. Michels flüchtete am Morgen des 12. März 1938 zu Fuß über den Brenner nach Gries bei Bozen. Er fand für kurze Zeit Aufnahme bei den Benediktinern von Engelberg in der Schweiz und lebte schließlich von 1938 bis 1947 in den USA. Er war einer der ersten gewesen, nach denen die Gestapo in Salzburg fahndete, hatte er doch in einer österreichischen Zeitschrift die „versehentliche Tötung“ seines Freundes, des Musikkritikers Willi Schmidt, vom 30. Juli 1934 als Mord, begangen durch die Nationalsozialisten, angeprangert. In Keyport (New Jersey) leitete er als Prior ein Benediktinerpriorat, leistete weitgefächerte Seelsorge und wirkte als Professor für Geschichte am Saint Michael’s College in Vermont. Ebenfalls war er Professor für Christliches Altertum am Manhattanville College in New York.
Nach seiner Rückkehr nach Salzburg 1947 wirkte er bis zu seiner Emeritierung als Professor an der dortigen Theologischen Fakultät der Universität Salzburg. Den Titel des „ordentlichen Universitätsprofessors“ verlieh ihm die Fakultät erst 1962, als er bereits 70 Jahre alt war.  Ebenso war er Präsident des Katholischen Hochschulwerks. Von 1950 bis 1971 war er Präsident der Salzburger Hochschulwochen. Im Jahre 1961 gründete er das „Internationale Forschungszentrum für Grundfragen der Wissenschaft (IFZ)“  (heute Internationales Forschungszentrum für soziale und ethische Fragen) auf dem Mönchsberg in Salzburg, dessen Präsident er bis 1977 war. Er blieb auch bis zu seinem Tode Vorstand des „Instituts für Religionswissenschaft und Theologie“. Trotz aller Verdienste wurde nicht er, sondern ein anderer Gründungsrektor, als die staatliche Universität in Salzburg im Jahre 1964 neu gegründet wurde. Das Österreichische Institut für Menschenrechte (ÖIM) ist 1987 als erstes Menschenrechtsinstitut im deutschen Sprachraum aus dem IFZ hervorgegangen.

## Wirkung
Die Wiederbelebung der Salzburger Universität geht zu einem großen Teil auf seine jahrzehntelange Initiative zurück. Als Präsident des von ihm gegründeten IFZ förderte er junge Wissenschaftler. Von ihm stammt auch die Inschrift auf dem Großen Salzburger Festspielhaus. Der Distichon lautet: „Sacra camenae domus / concitis carmine patet / quo nos attonitos / numen ad auras ferat“.
Von Thomas Michels stammt das ikonografische Programm zu einem Tor des Salzburger Doms, das von Toni Schneider-Manzell umgesetzt wurde.

## Grab

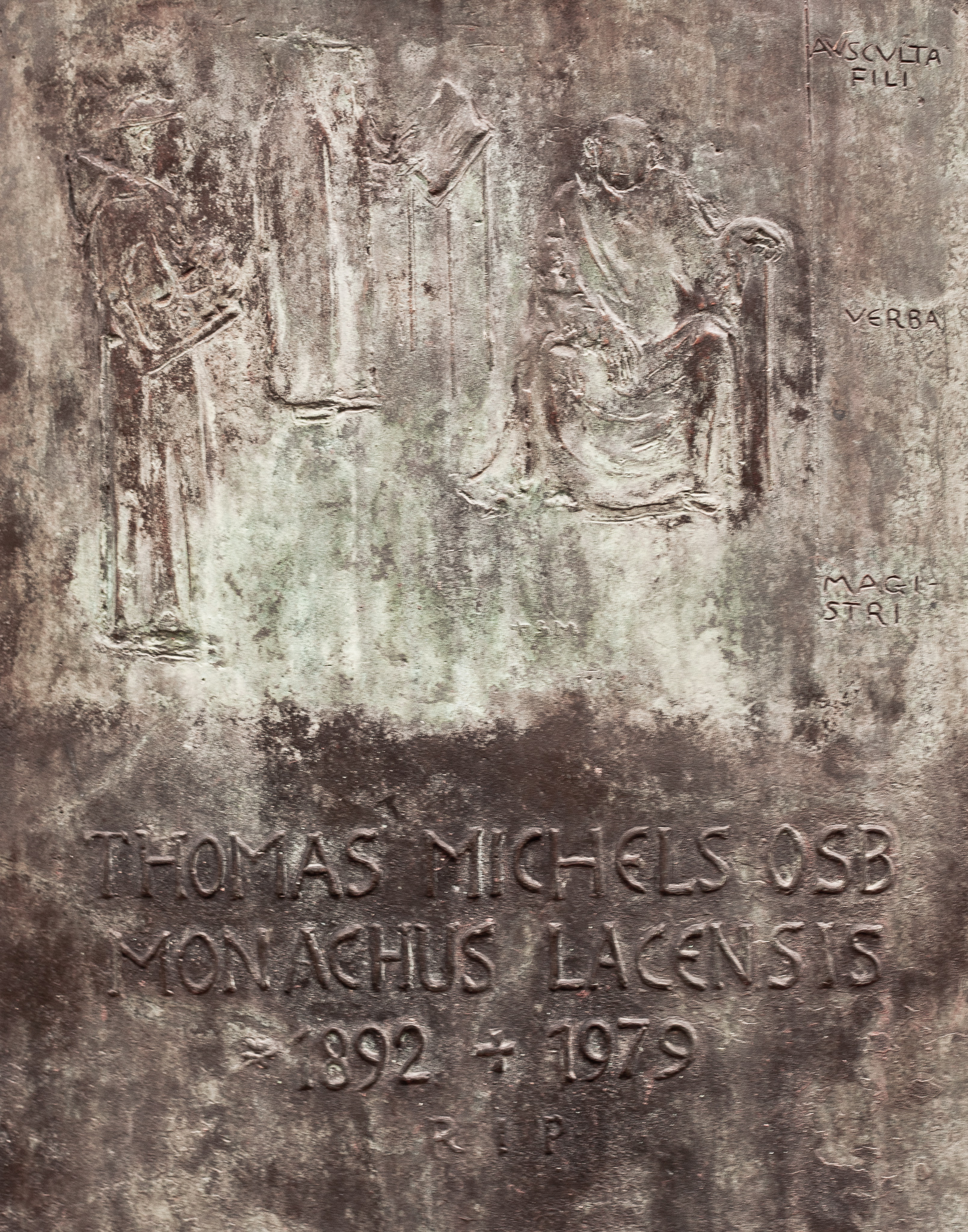
Grabinschrift im Detail

Thomas Michels ist auf dem Friedhof des Klosters Nonnberg begraben. Das Grabkreuz wurde von seinem Freund Schneider-Manzell gestaltet. Die Inschrift nennt ihn "monachus lacensis" und zitiert auf der rechten Seite in kleineren Buchstaben die Eröffnung der Benediktsregel: "Ausculta, o fili, verba magistri" (höre, mein Sohn, die Worte des Meisters). 

## Anerkennungen
- Studentenheim Thomas Michels in Salzburg.
- Gästehaus Thomas Michels in Salzburg.
- Von Toni Schneider-Manzell wurde eine Bronzemedaille mit dem Porträt von Michels und der Umschrift Pater. Thomas. Michels. OSB. Eine Porträt-Büste vom selben Künstler steht im Thomas-Michels-Studentenheim, Salzburg.[3]